# Hémispermatophore
Chez les scorpions, un hémispermatophore est l'une des moitiés du spermatophore émis lors de l'accouplement. Avant l'accouplement, chacun des hémispermatophores est contenu dans chacun des deux bras de l'organe paraxial, qui a une forme de V.
Les hémispermatophores sont principalement étudiés à des fins de classification du vivant pour ce qui concerne l'ordre des scorpions.